# Jonas Brothers
Els Jonas Brothers són una boy band dels Estats Units de pop i rock composta per tres germans: Kevin Jonas (Paul Kevin Jonas II, 1987), Joe Jonas (Joseph Adam Jonas, 1989) i Nick Jonas (Nicholas Jerry Jonas, 1992), originaris de Wyckoff (Nova Jersey). El grup va passar a ser propietat de Disney Channel, que el va comprar a la seva disquera per diversos milions de dòlars.
L'estiu de 2008, van protagonitzar la pel·lícula de Disney Channel: Camp Rock. La banda ha publicat quatre àlbums: It's About Time, Jonas Brothers, A Little Bit Longer, i Lines, Vines and Trying Times. A 2008, el grup va ser nominat per al premi al Millor Artista Nou en els Premis Grammy i va guanyar el premi a l'Artista Revelació en els American Music Awards. El maig de 2009, abans del llançament de Lines, Vines and Trying Times han venut més de vuit milions d'àlbums en tot el món.

## Carrera professional
Originalment, utilitzaven el nom de "Sons of Jonas" (Fills de Jonas), però la decisió final va ser "Jonas Brothers". Durant 2005, els Jonas Brothers van participar en diverses gires, incloent-hi a Kelly Clarkson, Jesse McCartney, Backstreet Boys, Joey Page i the Clic Five. La part final de l'any van participar en una campanya antidrogues amb Aly & AJ i les Chettah Girls. A més van obrir els concerts per a The Veronicas a principis del 2006.

### It's About Time (2006)
Per al seu primer àlbum, titulat It's About Time. L'àlbum suposadament havia de sortir el febrer del 2006, però es va retardar unes quantes vegades. La demora va ser deguda als canvis d'executius de Sony (la companyia matriu de Columbia) i el desig d'ells de tenir un altre senzill al capdavant. Del 28 de gener de 2006 al 3 de març de 2006, els Jonas Brothers van ser en el seu Jonas Brothers American Club Tour, en promoció d'aquest àlbum.
Mentrestant, el seu primer senzill, Mandy va ser publicat el 27 de desembre del 2005. El vídeo musical d'aquest es va transmetre en el programa de MTV, Total Request Live [TRL] el febrer del 2006 on va arribar al lloc número 4 del cobejat ranking. Al març, Mandy també es va incloure en la pel·lícula per televisió de Nickelodeon, Zoey 101: Spring Break-Up i en l'àlbum Zoey 101: Music Mix Soundtrack, on es llista com a intèrpret Nicholas Jonas. Finalment l'àlbum It's About Time va sortir a la venda el 8 d'agost de 2006.
La cançó "Time For Me To Fly" forma part de la banda sonora de la pel·lícula Aiguamarina dirigida per Elizabeth Allen el 2006.

### Jonas Brothers (2007)
El dijous 18 de gener del 2007, un butlletí oficial del lloc de MySpace va anunciar que ja no formarien més part de Columbia Records. Per això, van signar ara per Hollywood Records amb qui han gravat un nou àlbum que va sortir a la venda a l'agost 7 del 2007.
El seu segon disc va ser llançat el 7 d'agost del 2007. Va arribar al número 5 en el top de Billboard Hot 200 en la seva primera setmana. Al voltant d'aquesta mateixa data es van publicar dos senzills Hold On i dues setmanes després SOS junt amb la publicació del nou àlbum. Van participar en la gira Best of Both Worlds de 54 dates amb Miley Cyrus a Amèrica del Nord, començant el 8 d'octubre de 2007 i concloent el 9 de gener del 2008 a Albany (Nova York). El 25 de juny de 2006, els Jonas Brothers van començar el seu pro-theme tour, el Marvelous Party Tour, a Lodi (Nova Jersey), en el qual van promoure el seu segon àlbum Jonas Brothers. Després es van sumar a Miley Cyrus. El tour va durar diversos mesos i va finalitzar el 21 d'octubre de 2006 a Columbia (Carolina del Nord). Del 18 d'octubre de 2007 al 9 de gener de 2008, els Jonas Brothers van obrir actes per Miley Cyrus en els 54 concerts del Best of Both Worlds Tour. Els Jonas començar a Saint Louis (Missouri) i van finalitzar a Albany (Nova York). Els seus actes van ser dirigits per Kenny Ortega i coreografiats per Paul Becker. Els Jonas Brothers també van aparèixer a Hannah Montana & Miley Cyrus: Best of Both Worlds Concert llançat l'1 de febrer de 2008. A la pel·lícula, els Jonas van interpretar "When You Look me in the Eyes", "Year 3000" i el seu duet amb Hannah Montana, We Got the Party. Per continuar la promoció d'aquest àlbum van començar la gira Look Me In the Eyes Tour va iniciar el 31 de gener de 2008 al Tucson Convention Center Music Hall a Tucson (Arizona) i va acabar el 22 de març de 2008, en el Izod Center a East Rutherford (Nova Jersey).

### A Little Bit Longer (2008)
A Little Bit Longer és el tercer àlbum de Jonas Brothers, el qual sortirà a la venda als Estats Units el pròxim 12 d'agost. Els Jonas Brothers van obrir actes per Avril Lavigne en la màniga europea per la seva Best Damn Tour. Van començar la gira el 26 de maig de 2008 a The Glasgow Academy a Glasgow (Escòcia) i finalitzaren el 28 de juny de 2008 a The Annexe a Estocolm (Suècia). Lavigne serà co-headlining en algunes data del Burning Up Tour.
Els Jonas Brothers van començar el seu Burning Up Tour, en el qual estan promovent el seu tercer àlbum d'estudi A Little Bit Longer,en el qual van decidir viatjar per gairebé tot el món, al costat dels seus amics i família, com els seus pares i el seu germà Frankie Jonas (Bonus Jonas) i els seus amics Demi Lovato, entre d'altres, el 4 de juliol de 2008 en el Molson Amphitheatre en Toronto (Canadà). La major part dels espectacles es van vendre a cap en tan sols uns minuts després que va sortir a la venda.

### Lines, Vines And Trying Times (2009)
Lines, Vines And Trying Times, el seu quart àlbum d'estudi, i el tercer amb el segell discogràfic de Hollywood Records, va sortir al mercat el dia 16 de juny de 2009 mundialment, i ha arribat al primer lloc en vendes novament tant en el Billboard 200 com en molts països de tot el món. La seva nova gira, The Jonas Brothers World Tour 2009, que serà portada a terme a Amèrica del Nord, Sudamérica i Europa, serà per a presentar i promocionar aquest disc, que per als Jonas és molt especial, ja que mostra "que estan creixent no solament físicament, sinó mentalment". Aquest tour es portarà a terme des de maig de 2009 a novembre del mateix any. De moment, és la gira més gran i ambiciosa d'aquesta banda de tres germans.

## Actuació
A Toronto (Canadà), es va acabar de filmar Camp Rock, una pel·lícula musical original de Disney Channel, la qual es va estrenar el 20 de juny de 2008, en els Estats Units (El llançament a Llatinoamèrica va ser el 6 de juliol del 2008). En ella els Jonas Brothers són els membres d'una banda, "Connect 3", que són convidades al prestigiós campament d'estiu per als aspirants a músics. També altres projectes, com la producció tridimensional de Walt Disney Pictures 'Jonas Brothers: en concert 3D. A més, els germans ja són els protagonistes de la seva pròpia sèrie a Disney Channel JONAS, estrenada el 2 de maig als Estats Units, en la qual els Jonas tracten de dur una vida normal. A més participen en la pel·lícula Night at the Museum: Battle of the Smithsonian, actuant com els querubins. Al 2010 gravaren la seqüela de la pel·lícula original Disney Channel Camp Rock, Camp Rock 2: The Final Jam.

## Membres
- Kevin Jonas - Guitarra, baix i veus de fons.
- Joe Jonas - Vocalista, guitarra i pandereta.
- Nick Jonas - Vocalista, piano, guitarra, bateria.

## Àlbums
- 2006: It's About Time
- 2007: Jonas Brothers
- 2008: A Little Bit Longer
- 2009: Lines, Vines and Trying Times
- 2010: Jonas L.A.

## Soundtracks
- 2008: Camp Rock
- 2010: JONAS
- 2010: Camp Rock 2: The Final Jam

## Gires
- 2005: Jonas Brothers Fall 2005 Promo Tour
- 2006: Jonas Brothers American Club Tour
- 2006: Marvelous Party Tour
- 2008: Look Me In The Eyes Tour
- 2008: Burning Up Tour
- 2009: The Jonas Brothers world tour 2009
- 2009: Jonas Brothers Live in Concert
- 2010: The Jonas Brothers world tour 2010